# 维塔斯·格鲁莱蒂斯
维塔斯·格鲁莱蒂斯（1954年7月26日—1994年9月17日），美国男子网球运动员，1971年成为职业球手。他曾获得澳网男单冠军、温布尔登男双冠军。 他于1986年退役。
1994年羅馬大師賽，他曾充當森柏斯的臨時教練，當時森柏斯的教練Tim Gullikson正在休假中，結果森柏斯成功殺入決賽，並在決賽擊敗贝克尔，贏得冠軍。
1994年9月17日，他拜訪紐約南安普頓的朋友家中時，因為一氧化碳中毒而身亡。原因是一個失靈的加熱器導致一氧化碳氣體洩漏，當時格鲁莱蒂斯正在客房睡覺，並在睡夢中去世，終年四十歲。事發當日晚上7點的晚飯時間，他並沒有出席飯局，及後一名女傭在第二天發現了他的屍體。
他的遺體被安葬在紐約法明代爾的聖查爾斯公墓。

## 大满贯

### 男單

#### 冠軍（1）
| 年度 | 賽事        | 場地 | 決賽對手    | 對手國籍 | 勝方比分                 |
| 1977 | 澳网 (12月) | 草地 | 约翰·劳埃德 | 英国     | 6–3, 7–61, 5–7, 3–6, 6–2 |

#### 亞軍（2）
| 年度 | 賽事 | 場地 | 決賽對手      | 對手國籍 | 勝方比分      |
| 1979 | 美网 | 硬地 | 約翰·馬克安諾 | 美国     | 5-7, 3-6, 3-6 |
| 1980 | 法网 | 红土 | 伯格          | 瑞典     | 4-6, 1-6, 2-6 |

## 年终大师赛
- 年终大师赛現名為ATP世界巡迴賽總決賽

### 亞軍（2）
| 年度 | 舉行地點 | 決賽對手 | 對手國籍     | 勝方比分                  |
| 1979 | 美國紐約 | 博里     | 瑞典         | 2-6, 2-6                  |
| 1981 | 美國紐約 | 伦德尔   | 捷克斯洛伐克 | 7-65, 6-2, 66-7, 2-6, 4-6 |

## ATP巡迴賽

### 單打冠軍（26）
- 1974年 (1) - 維也納
- 1975年 (2) - 紐約城、密蘇里州聖路易WCT
- 1977年 (5) - 馬里蘭州大洋城、羅馬（意大利公開賽）、布里斯本（南太平洋經典賽）、珀斯（珀斯室內賽）、澳网-2 <草地>
- 1978年 (3) - 維珍尼亞州列治文WCT、達拉斯WCT（WCT總決賽）、森林小丘WCT
- 1979年 (4) - 小石城（阿肯色州國際賽）、羅馬（意大利公開賽）、基茨比厄爾（傑內拉利公開賽）、悉尼-1（悉尼室內賽）
- 1980年 (3) - 森林小丘WCT、斯图加特-2（斯图加特室外賽）、墨尔本（墨尔本室內賽）
- 1981年 (1) - 約翰內斯堡-2
- 1982年 (5) - 布魯塞爾（Donnay 室內錦標賽）、佛羅倫斯、多倫多（加拿大公開賽）、墨爾本-1、約翰內斯堡
- 1983年 (1) - 巴塞爾（大衛杜夫瑞士室內賽）
- 1984年 (1) - 特雷維索